# 上條清文
上條 清文（かみじょう きよふみ、1935年（昭和10年）9月12日 - ）は、日本の実業家。東京急行電鉄代表取締役社長・会長、東急グループ代表、日本民営鉄道協会会長を歴任した。

## 来歴・人物
長野県出身。1958年（昭和33年）、早稲田大学政治経済学部を卒業後、東急電鉄入社。五島慶太会長の最晩年の数カ月、秘書として仕え、財務畑を歩む。
1987年（昭和62年）6月、取締役、1993年（平成5年）6月、常務取締役、1995年（平成7年）6月、専務取締役、1999年（平成11年）6月、代表取締役副社長、2001年（平成13年）6月、代表取締役社長、2005年（平成17年）6月、代表取締役会長。
2016年（平成28年）春の叙勲で旭日大綬章を受章した。